# Biserica „Sfântul Nicolae” din Țibirica
Biserica „Sf. Nicolae” este o biserică amplasată în Țibirica, raionul Călărași, Republica Moldova. Este un monument arhitectural de importanță națională inclus în Registrul monumentelor Republicii Moldova ocrotite de stat cu nr. 235 (raionul Călărași). Datează din 1811.